# Premier empire colonial français
Pour un article plus général, voir Empire colonial français.
 (août 2014).
1534 – 1815 

- la Nouvelle-France (y compris le Canada et la Louisiane),

- les Antilles françaises (y compris  Saint-Domingue, la Guadeloupe, la Martinique, la Dominique, Sainte-Lucie, la Grenade, Tobago et d'autres îles),

- la Guyane française
En Asie :

Entités suivantes :
- Second espace colonial (1815 - 1946)

Le premier empire colonial français est l'espace colonial de la France issu des conquêtes de l'Ancien Régime, appelées « vieilles colonies » à partir du XIXe siècle. Les désignations suivantes lui correspondent : « premier espace colonial français », « empire royal », « empire monarchique » car il a été créé ou dirigé majoritairement par des régimes monarchiques (royaume de France, Premier Empire), « empire colonial français moderne » (datant de l'époque moderne).

## Débuts (XVeetXVIesiècles)
En s’aventurant par delà les mers, les Français ont les mêmes buts que les autres grandes puissances maritimes européennes. Ils veulent d’abord trouver un passage vers les Indes et ainsi accéder à ses précieuses épices, ensuite découvrir de nouvelles richesses à exploiter dans des régions inconnues, afin d'étendre la foi chrétienne à travers le monde. Mais les marins français s’engagent sur une autre route que leurs concurrents pour satisfaire ces ambitions, dans l’océan Atlantique Nord, délaissé alors par les deux superpuissances maritimes ibériques. Au XVIe siècle, la France a accumulé les retards. Bien que bordée par trois mers, c’est une puissance maritime secondaire. Sa technique nautique est faible et la majorité des trajets est effectuée par cabotage. Elle ne possède pas vraiment de flotte de guerre, mais certains navires de commerces sont armés. La mer est peu utilisée lors des conflits. Au début du siècle, sa politique maritime est essentiellement méditerranéenne et s’appuie sur Marseille. Dans l'océan Atlantique, les ports sont surtout des ports de pêche. Les pêcheurs vont pourtant jusqu'à Terre-Neuve et ouvrent la voie à l’aventure coloniale.
Avec le traité de Tordesillas, Espagnols et Portugais se partagent le monde avec l’assentiment de la papauté. François Ier conteste cette hégémonie coloniale. Il défend la thèse qu’une terre n’est pas à son inventeur mais à son possesseur. Ainsi, des navigateurs s’élancent à travers l’océan Atlantique pour le compte de la monarchie de France. Verrazano longe les côtes d’Amérique du Nord en 1523. Jacques Cartier explore le fleuve Saint-Laurent en 1534.
Après la mort de François Ier, c’est l’amiral Coligny qui dirige les affaires maritimes en 1552. Il fait quelques efforts pour renforcer la marine. L’exploration et colonisation se font plus lointaines. Villegaignon découvre la baie de Rio, ce qui fait naître le projet d’une France antarctique en 1555. Des protestants, qui ont dans l’histoire maritime française du XVIe siècle un rôle important, sont envoyés coloniser la Floride en 1560. Peu de tentatives en revanche sont faites au Canada. Mais les installations françaises en Amérique échouent toutes successivement. Le scorbut et le froid au Canada, les Portugais au Brésil ou les Espagnols et les Indiens en Floride auront raison de ces premiers pas de la colonisation française. Puis la France s’enfonce dans les troubles des guerres de Religion et la politique maritime est délaissée. La France ne parvient donc pas au XVIe siècle à rattraper son retard. La présence française outre-mer subsiste cependant grâce à des « truchements » au Brésil et en Floride, mais surtout grâce aux pécheurs de l’Atlantique qui vont jusqu'à Terre-Neuve et aux flibustiers, nombreux aux Antilles. En 1560, le comptoir fortifié du Bastion de France voué à la pêche du corail est établi sur la côte des Barbaresques, celui du fort de La Calle, de Bône (Annaba) et du cap Rose (voué au commerce du blé) lui succèdent.
- Au XVe siècle Jean de Béthencourt aux îles Canaries ;
- Jacques Cartier puis Jean-François de la Rocque de Roberval sont engagés par François Ier au XVIe siècle (1534, 1535-1536, 1542). La France explore le Canada, mais sans encore s'y établir durablement ;
- Laudonnière et Ribaut en Floride ;
- Nicolas Durand de Villegagnon au Brésil.

## LeXVIIesiècle

### Richelieu et Mazarin
Le premier à avoir une véritable politique maritime d’envergure est Richelieu. Pour mener cela à bien, il centralise les décisions maritimes en supprimant la charge d’amiral de France et se nommant lui-même Grand maître, chef et surintendant général de la navigation. Mais, cette volonté de contrôle des mers de la monarchie inquiète certains, comme les protestants de La Rochelle. Le siège de la Rochelle remporté par Richelieu contre les marins huguenots et la flotte anglaise illustre bien le renouveau d’une marine française. Après cette victoire, le cardinal décide la création d’une flotte de guerre. Elle atteint 65 navires et 22 galères vers 1642. Il cherche ensuite à contrôler les côtes et à renforcer les ports comme Le Havre, Brest, Brouage et Toulon. Il dote la marine d’une meilleure administration et d’un bon commandement. Grâce à cette flotte, les affrontements navals franco-espagnols de la guerre de Trente Ans se soldent par des victoires françaises. Cela lui permet de s’imposer en Méditerranée.
Ce renforcement de la marine va aussi de pair avec une action coloniale et commerciale. La colonisation des Antilles est lancée. Saint-Christophe est conquise en 1626, la Guadeloupe et la Martinique en 1635. Richelieu crée aussi des compagnies comme celle de la Nouvelle-France au Canada en 1628, ou la compagnie des îles d’Amérique. Mais les compagnies manquent de moyens d’actions et Richelieu peine à lutter contre l’indépendance des colons. Aux Antilles, les colons français n’hésitent pas à se mettre sous la protection des Hollandais. Quant à Québec, elle est prise un temps par les Anglais.
Mazarin accorde beaucoup moins d’importance à la mer et aux colonies. La marine de guerre est délaissée, Il ne reste plus en 1662 que 6 galères et 18 vaisseaux ; la colonisation stagne. Il faut attendre le début du pouvoir personnel de Louis XIV et la nomination de Colbert pour avoir une véritable grande politique maritime et coloniale.

### Sous Louis XIV
Avec Louis XIV commence cette grande politique qui permet à la France de s’imposer sur la mer. Cette réussite de la France dans les domaines de la mer et des colonies est d’abord due à l’action de Colbert pour faire de la marine française la plus puissante d’Europe, mais aussi à la mise en place d’une stratégie commerciale à l’échelle mondiale, puis à l’action militaire de Louis XIV. Cependant, cette apparente réussite est loin d’être totale et militairement comme économiquement, les difficultés sont importantes.

#### La rénovation de la marine par Colbert
Nommé par Louis XIV à la direction des affaires financières peu après la mort de Mazarin en 1661, Colbert a conscience du lien étroit qui unit désormais Marine et finance. Une marine de guerre forte est la condition essentielle au maintien des colonies et à leur lucrative exploitation. Elle permet aussi le contrôle des routes maritimes, indispensable à l’expansion du commerce.
Colbert souhaite donc à l’instar de Richelieu mener une grande politique maritime, il se place pour cela dans sa continuité. Comme lui, il supprime la charge d’amiral de France à son profit en devenant secrétaire d’état à la marine en 1669. De là, il recrée rapidement la flotte de guerre et le nombre de bâtiments atteint 250 en 1683. Il s’attache à bien l’équiper et armer sa flotte qui devient techniquement la meilleure. Il met en place parallèlement une administration centralisée avec des intendants et des commissaires pour la contrôler. Les ports militaires et arsenaux de Brest et Toulon sont agrandis et modernisés, et surtout l'arsenal de Rochefort est créé ex nihilo peu avant l'embouchure de la Charente. Mais une des grandes innovations de Colbert se trouve dans le recrutement. Il multiplie les condamnations aux galères de Méditerranée. Mais surtout il délaisse le système de la presse où le recrutement est forcé et, par l’édit de 1673, il applique le système de l’inscription. Puis il invente le système de classes.
Cette marine efficace, va appuyer une grande politique coloniale. Sous la monarchie absolue, si la colonisation et le contrôle des mers répondent à des aspects commerciaux, il est surtout le reflet de la volonté de gloire du souverain. L’agrandissement, sur le vieux continent ou par delà les mers doit être le reflet de la grandeur de la France et de son Roi. Cette nouvelle grande force maritime française ainsi que l’extension des territoires français en outre mer vont de pair dans l’esprit de Colbert et de Louis XIV avec un renforcement commercial de la France.

#### Une stratégie commerciale fragile
La mer a une place importante dans la stratégie de Colbert pour faire prospérer l’économie française. Son but est de limiter le commerce de la France aux seuls navires français. Il encourage la construction de bateaux, protège les ports, et fait voter des tarifs douaniers et des lois de protections. Qu'il s'agisse de la protection de la mer et du commerce comme l’ordonnance de la marine de 1681, ou de la réglementation des esclaves à travers le code noir de 1685. Mais les principaux outils mis en place pour lutter contre l’hégémonie des Hollandais et des Anglais sur les mers sont les compagnies de commerces qui ont des monopoles d’exploitation ou d’importation. Les compagnies sont au nombre de quatre : Indes orientales, Indes occidentales, Nord pour la mer Baltique et Levant pour la Méditerranée. Malgré les lourds moyens employés pour faire prospérer ces compagnies, les succès ne sont pas au rendez-vous.
L’action de Colbert, que ce soit la création des compagnies ou les législations, est en effet confrontée à des problèmes d’importances. L’intervention de l’État est trop présente pour encourager l’investissement dans le commerce maritime. Les règlements, les monopoles rebutent les bourgeois comme les armateurs et les négociants à investir dans les compagnies royales. De plus, la concurrence est lourde pour la France. Les Anglais et à plus forte raison les Hollandais ont bâti de grands empires commerciaux. Les Français n’ont pas de systèmes (manufactures, banques compagnies) si performants. Mais la plus grosse faiblesse de la stratégie française est de n’avoir pas su se doter d’un réseau de bases navales à travers le monde comme leurs rivaux. Ce handicap en plus d’être économique est aussi militaire. Les compagnies de commerce créées par Colbert ne résistent pas à la concurrence et, des quatre, seule survit celle des Indes orientales. Mais cette volonté de contrer commercialement les autres puissances maritimes est aussi appuyée par les guerres de Louis XIV.

#### Mer et outre-mer dans les conflits de Louis XIV
Mer et colonies deviennent à la fin du XVIIe siècle un enjeu important de rivalité entre les puissances européennes. Par la guerre de Hollande de 1672 à 1678, Louis XIV entend briser le commerce maritime hollandais. Durant cette guerre, la marine française s’allie à la marine anglaise, ce qui leur permet d'avoir une supériorité sur les autres puissances maritimes et la maîtrise des mers. Cette guerre se termine par un compromis à Nimègue, et si la puissance hollandaise n’a pas pu être étouffée, son déclin est amorcé. Cette guerre a aussi montré le déclin de la marine espagnole et la montée en puissance de la marine française et de ses amiraux. Ses succès en Méditerranée lui assurent la maîtrise de cette mer. Même dans les colonies, comme aux Antilles, la France remporte un succès sur la Hollande.
La guerre de la Ligue d'Augsbourg de 1688 à 1697 oppose Louis XIV à une bonne partie de l’Europe dont les trois grandes puissances maritimes, l’Angleterre, l’Espagne et les Provinces Unies. Ce conflit témoigne de l’importance que la mer prend dans les conflits modernes et particulièrement pour la France. La plupart des batailles ont pour théâtre la mer et l’ambition de la ligue d'Augsbourg est avant tout de briser la montée en puissance de la marine française. Après quelques victoires dans la Manche, les Français essuient une lourde défaite en 1692 à la Hougue. Après cette défaite que certains ont vu comme la fin de la tentative de supériorité française sur les mers, la technique d’escadre et de grandes batailles navales est délaissée. C’est la technique de la guerre de course, plus rentable qui est désormais employée. Ainsi, les corsaires de Saint-Malo ou de Dunkerque, attaquent en masse les navires de commerce ennemis. Le plus célèbre d’entre eux, Jean Bart remporte de franc succès pour le compte de la France et affaiblit le commerce anglais et surtout hollandais. La marine de Louis XIV lui a permis d’affaiblir ses rivaux, mais aussi de réussir son entreprise coloniale.

### L'organisation de l’empire colonial français auXVIIesiècle
La France de la fin du XVIIe siècle a réussi à se constituer un grand empire colonial. L’empire peut être divisé en trois zones géographiques, la Nouvelle-France, les Antilles, et les possessions sur la route des Indes. Chacune de ces zones a ses ressources, son système administratif et commercial qui lui est propre.

#### La Nouvelle-France
Le but de la colonisation en Amérique du Nord est d’abord l’exploitation des aires de pêche, mais aussi la traite des fourrures avec les Indiens et l’exploitation du bois. Les Français développent aussi dans la région l’agriculture sous l’impulsion de Jean Talon. L’installation a été difficile, face à un peuplement épars que les autorités ont du mal à regrouper en villages. Bien que leur nombre augmente fortement grâce à la politique de peuplement impulsée par Colbert, les colons sont relativement peu nombreux comparé aux colonies britanniques d'Amérique du Nord. Aux conditions climatiques s'ajoutent aussi l'hostilité de certains peuples amérindiens non alliés aux Français : les Iroquois notamment anéantissent les Hurons, alliés de la France, en 1649-1650.
C’est une colonie de peuplement. Après un démarrage difficile, la population augmente rapidement dans la seconde moitié du XVII, pour atteindre 12 000 personnes vers 1700. Ceci est dû d’abord à un encouragement massif au départ, à une politique d’assimilation des populations indiennes qui sont instruites et converties à la foi chrétienne et enfin à une politique nataliste. La société coloniale répond à ses propres coutumes et ses libertés, on peut y voir déjà la naissance d’un peuple canadien. Des institutions religieuses sont implantées pour la contrôler puis la colonie de la nouvelle France devient possession de la couronne. Elle est donc dotée d’une administration similaire à une province française, avec à sa tête un gouverneur, un intendant et la législation française y est appliquée. Cette administration royale sert son but premier, l’exploitation de la colonie.
À la fin du XVIIe siècle, les colonies continuent à s’étendre et sous Louis XIV une nouvelle vague d’explorations est encouragée. En 1670, le tour des grands lacs est réalisé, et en 1682 Cavelier de La Salle descend le Mississippi et revendique au nom du roi de France toute la région qu’il nomme Louisiane. La Nouvelle-France est sans doute la colonie la plus aboutie des Français. En Amérique du Nord, la France a réussi à dominer le territoire et ses habitants en créant une grande colonie de peuplement. Elle est aussi parvenue à faire taire pour un temps les ambitions espagnoles puis anglaises même si ceux-ci restent assez présents.

#### Les Antilles
Les Espagnols sont les premiers à s’installer aux Antilles après la découverte de Colomb et avec la chute de leur puissance vers 1630, les Français comme, les Anglais et les Néerlandais colonisent les îles. Les Antilles sont d’abord pour les Français un lieu propice à la culture du tabac, mais rapidement l’implantation de la canne à sucre permet de meilleurs profits. La production sucrière conditionne le développement d’une société coloniale particulière. Au centre du système se trouve le riche colon et son exploitation de canne à sucre. Des engagés sont envoyés de France travailler dans les plantations, dans des conditions difficiles. Mais très vite l’esclavage se développe. Dans toutes les îles à la fin du siècle, plus de la moitié de la population est composée d’esclaves. Ceux-ci dirigés par un commandeur, travaillent dans les plantations dans des conditions atroces, pour des maîtres tout puissants. Le besoin d’esclaves entraîne le développement de comptoirs français sur les côtes africaines. La traite des esclaves par les compagnies françaises permet un approvisionnement moins dépendant des marchands hollandais. Les Antilles françaises sont densément peuplées et on voit l’apparition de villes où se retrouvent colons et marchands, deux classes souvent en opposition. Mais y sont présents aussi de nombreux flibustiers ou boucaniers.
Aux Antilles et surtout depuis l’arrivée de Colbert aux affaires, la monarchie va tout faire pour limiter l’autonomie des colons. D’abord en tentant avec la compagnie des Indes occidentales d’appliquer le système de l’exclusif, puis dès 1674 en établissant une administration royale, avec à sa tête un gouverneur. Les Antilles sont un enjeu important dans les guerres de Louis XIV. La guerre de Hollande pendant laquelle les Antilles sont en proie à de grandes batailles puis la guerre de la Ligue d'Augsbourg vont permettre d’y diminuer fortement la présence hollandaise et espagnole. Les Français tirent désormais de très gros profits de leurs îles à sucre. Ils y conservent cependant un rival sérieux, l’Angleterre.

#### La route des Indes

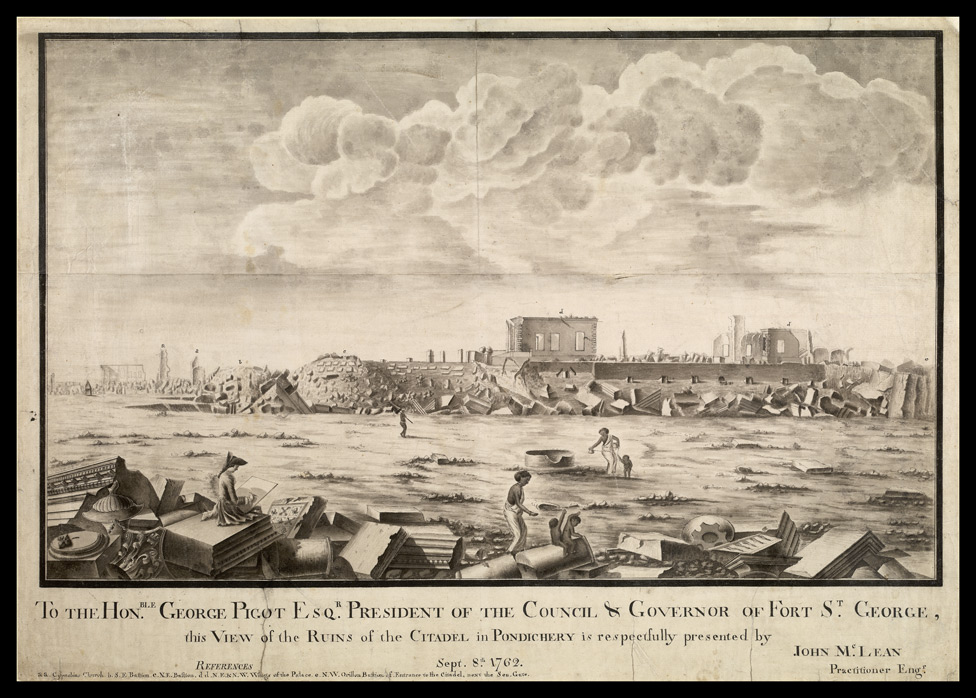
Les ruines de Pondichéry après la destruction de la ville par les Anglais en 1761.

La France d’abord lancée dans l’aventure américaine a délaissé l’Asie. La route du Cap de Bonne Espérance est bien contrôlée par les Portugais puis par les Néerlandais. Pourtant les Français sont intéressés par les marchandises asiatiques, épices et textiles qu’il est nécessaire de faire importer. Les compagnies fondées par Richelieu tentent d’établir un commerce régulier avec les Indes mais c’est un échec. La compagnie des Indes orientales créée par Colbert doit assurer le monopole des importations françaises d’Asie. Il compte s’appuyer sur Madagascar colonisé alors par la France mais c’est un échec, d’autant plus que cette colonisation manquée coûte très cher. En 1664, on colonise l’île Bourbon, puis en 1715 l'Isle de France, qui servent d’étape aux navires de commerce et de guerre sur la route des Indes. Enfin les Français s’installent en Inde et fondent un comptoir à Pondichéry, qui devient dès la fin du XVIIe siècle un établissement commercial florissant pour les Français. De là, les Français gagnent le commerce d’autres zones d’Asie comme le Bengale ou le Siam.

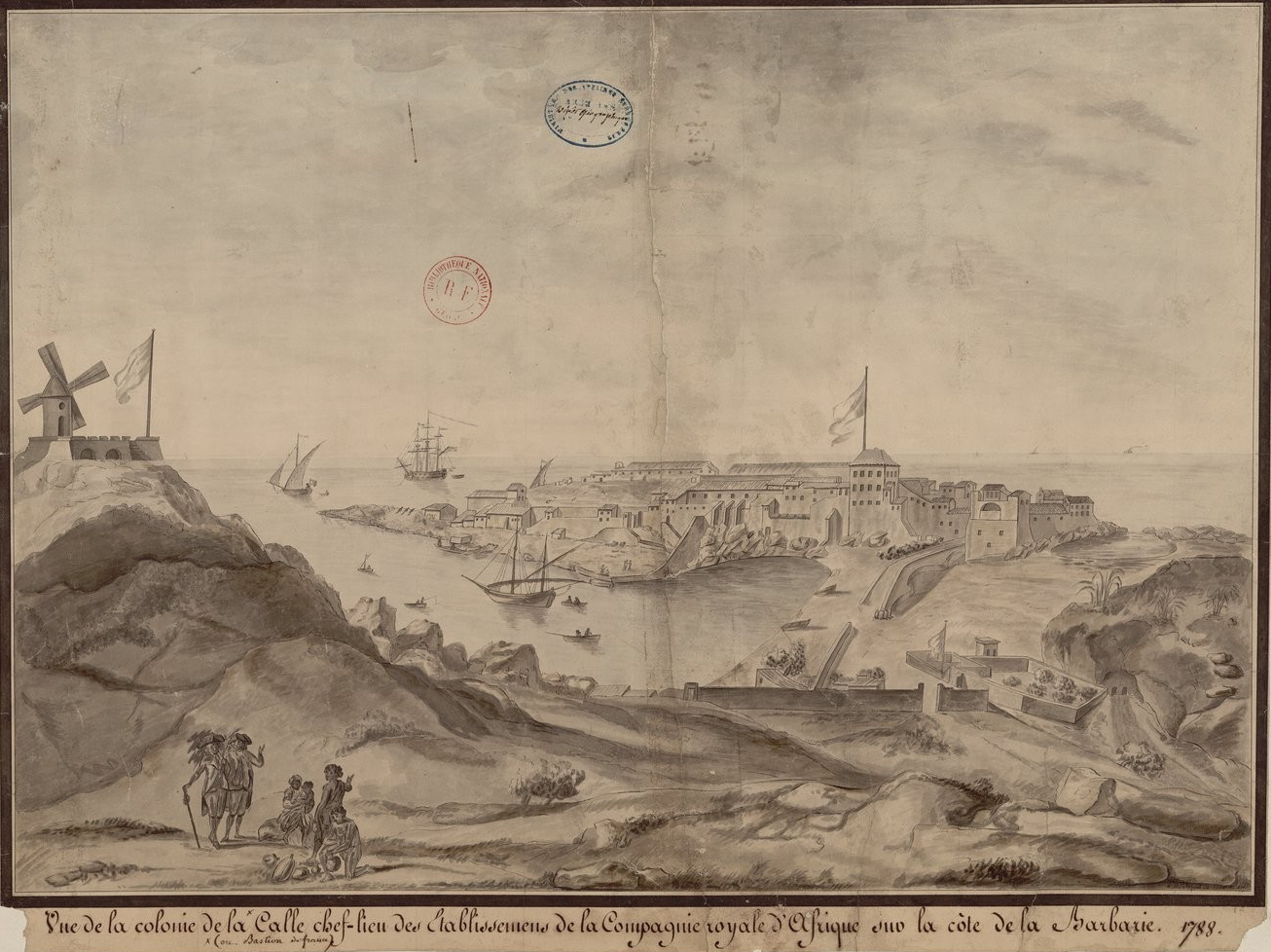
Vue de la colonie de La Calle chef-lieu des établissements de la Compagnie royale d'Afrique sur la côte de la Barbarie, 1788

Malgré ses bénéfices, la compagnie des Indes connait d’importantes difficultés financières. La lutte contre ses rivaux, notamment les Néerlandais de la Vereenigde Oostindische Compagnie (VOC), littéralement « Compagnie unie des Indes Orientales » est très onéreuse d’autant plus que la France de Louis XIV est en guerre avec les Provinces-Unies dès 1672. Elle doit mener bataille, fortifier ses comptoirs, comme Pondichéry, son commerce est perturbé. D’autres raisons freinent la compagnie, manque de moyens, lourdeur de l’État dans son fonctionnement, tarif douanier trop fort. La compagnie connaît des difficultés et même si elle ne contrôle pas l’océan indien, les Français sont durablement implantés sur le continent asiatique avec lequel ils ont un commerce permanent. Ils peuvent rivaliser avec les Néerlandais, qui sont en perte de vitesse à la fin du XVIIe siècle, et avec les Anglais.

#### Comptoirs de Barbarie
La Compagnie royale d'Afrique subsiste jusqu'à la Révolution française. 

## Bilan du premier espace colonial français

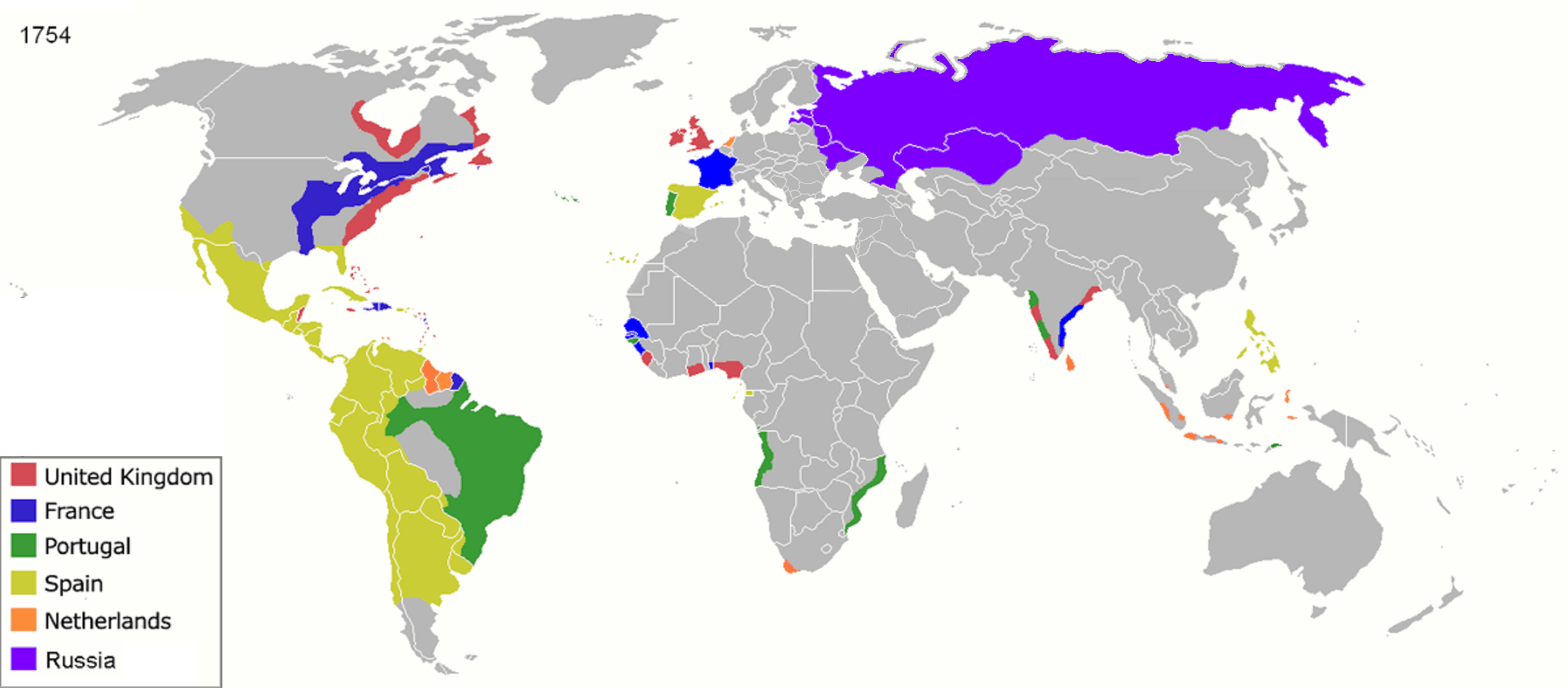
Espaces colonisés par le royaume de France et d'autres royaumes en 1754.

Les possessions issues de l'Ancien Régime sont appelées vieilles colonies. Elles avaient une grande importance économique pour le royaume. Les Antilles jouant le rôle de pourvoyeuses de sucre ré-exportable vers le reste de l'Europe, le Sénégal fournissant la main d'œuvre servile, Saint-Pierre et Miquelon la morue, les Indes françaises des produits asiatiques et la Réunion comme lieux de relâche.
Lors du Traité de Paris qui mit fin à la guerre de Sept Ans en 1763, la France a perdu l’essentiel de ses territoires coloniaux dont l’Inde et la Nouvelle-France. Cependant, elle conserve alors, outre les Mascareignes, encore peu développées, les très rentables îles antillaises (Saint-Domingue, Guadeloupe et Martinique), premières exportatrices mondiales de sucre.
L’empire connaît alors entre 1763 et les années 1780 son apogée : c’est à cette époque qu’il a le plus d'importance pour l’économie française. De plus, la France prend une revanche symbolique en 1783 lors du traité de Versailles à la faveur de la guerre d'indépendance des États-Unis, à laquelle les armées et la marine de Louis XVI participèrent aux côtés des insurgés contre le royaume de Grande-Bretagne.
Ces territoires avaient aussi acquis un certain niveau d'intégration dans la réalité nationale naissante et certaines de ces possessions envoyèrent des députés aux États Généraux (1789) ainsi que des cahiers de doléance.
La Révolution affirma l'assimilation de ces colonies à la métropole en même temps qu'elle y abolit l'esclavage. L'Empire revint sur ces deux décisions.
En 1803, Napoléon Ier vend la Louisiane, sa plus grande colonie, aux États-Unis. En 1804, la France perd sa plus riche colonie, Saint-Domingue qui devient indépendante sous le nom d'Haïti.
La guerre napoléonienne avec l'Angleterre coupa le lien avec la métropole qui perdit un certain nombre de possessions en 1814 : les Seychelles et l'île Maurice.
Après la chute du Premier Empire, les autres territoires redevinrent français en 1816. La France n’a plus dès lors de vaste territoire colonial, ne conservant que quelques comptoirs : les établissements français de l'Inde, l’Île de Gorée au Sénégal, quelques îles des Antilles (Guadeloupe, Martinique, sa moitié de Saint-Martin…), ainsi que la Guyane et Saint-Pierre-et-Miquelon.
L’Ancien Régime n’avait pas réussi à faire peupler ces vastes territoires, contrairement au Royaume-Uni. On peut avancer plusieurs causes. Il faut rappeler que, selon la méthode de colonisation préconisée notamment par Sully et Colbert, ce sont surtout des citadins qui sont partis rejoindre les terres lointaines où les attendaient un seigneur et un prêtre catholique, tout comme en France. Il n’y a donc pas eu de « rêve canadien » comme il y a pu avoir un « rêve américain » pour les exclus religieux du Royaume-Uni, mise à part la France antarctique censée être une colonie de refuge pour les calvinistes. En outre, la France est un pays très tôt malthusien, dès le milieu du XVIIIe siècle et manque donc de candidats à l’émigration. Plus sérieusement il faut tenir compte de la crise démographique qui débute en France au milieu du XVIIIe siècle et qui se traduit par une forte et durable baisse de natalité que la Révolution ne fait qu’aggraver ; moins d’enfants font moins de candidats à l’émigration coloniale.
De plus, la France s’était concentrée au développement des Antilles et à la culture de la canne à sucre, source d'une véritable richesse, Saint-Domingue produisant 85 % du sucre mondial. Le modèle économique de cette production reposait sur l’esclavage, 405 000 sur une population de 455 000 en 1788.

## Vers le second espace colonial français
Les colonies conservées par la France après le Premier Empire sont parfois désignées sous le vocable de « vieilles colonies ». La conquête de l'Algérie en 1830 représente un premier pas vers un renouveau de l'empire colonial français, mais la conquête coloniale est surtout le fait de la Troisième République qui permet de prétendre à un second espace colonial français, essentiellement en Asie et en Afrique. À la suite de la Conférence de Berlin (novembre 1884 - février 1885), la France contrôle d'ailleurs une grande partie de cette dernière, administrant le Niger, l'Algérie, la Tunisie, le Maroc, le Bénin, la Mauritanie, le Sénégal, le Mali, le Tchad, une partie du Congo-Brazzaville, la Côte d'Ivoire, la Guinée, le Burkina Faso, le Gabon, une partie du Cameroun, Madagascar et Djibouti.

## Chronologie simplifiée

### XVIIesiècle
- 1604 : Pierre Du Gua de Monts et Samuel de Champlain fondent la colonie de Port-Royal en Acadie (Nouvelle-Écosse actuelle).
- 1608 : Samuel de Champlain fonde l'établissement de Kébec qui deviendra plus tard la ville de Québec, capitale administrative de la Nouvelle-France.
- 1612 : Premières tentatives de colonisation de la France équinoxiale.
- 1620 : Premières tentatives importantes de colonisations françaises de la Guyane.
- 1627 : Pierre Belain d'Esnambuc arrive à Saint-Christophe et il y trouve quelque 80 Français, il repasse en France où il est fait gouverneur de l'île, c'est le début de l'occupation française des îles.
- 1634 : Le sieur de Laviolette fonde le poste des Trois-Rivières en Nouvelle-France. Jean Nicolet fonde La Baye, un poste de traite qui deviendra une ville en 1754, et l'actuelle ville de Green Bay.
- 1635 : La compagnie des îles d'Amériques fait occuper la Guadeloupe ainsi que la Martinique.
- 1642 : Paul Chomedey de Maisonneuve, à la tête d'un petit groupe d'engagés et de dévots à la solde de la Compagnie de Notre-Dame de Montréal, fonde Ville-Marie (future Montréal) sur l'actuelle île de Montréal (Nouvelle-France).
- 1642 : La Compagnie de l'Orient fonde Fort-Dauphin (actuelle Toalagnaro) à Madagascar.
- 1659 : Saint-Louis (au Sénégal) est fondée.
- 1664 : Colbert crée la Compagnie des Indes occidentales ainsi que la Compagnie des Indes orientales.
- 1668 : Création d'un comptoir en Inde à Sûrat (Gujarat).
- 1668 : Les missionnaires français Claude Dablon et Jacques Marquette fondèrent la mission de Sault Sainte-Marie.
- 1674 : Abandon de Madagascar et installation sur l'île Bourbon (actuelle île de La Réunion) ainsi que sur l'Isle de France.
- 1682 : Cavelier de la Salle prend possession officiellement de la Louisiane au nom de Louis XIV.
- 1699 : Pierre Le Moyne d'Iberville fonde le Fort Maurepas, qui deviendra la ville de Biloxi, première colonie française permanente en Louisiane.

### XVIIIesiècle
- 1701 : Antoine de Lamothe-Cadillac fonde le Fort Pontchartrain du Détroit en prévoyant un grand avenir à ce qui deviendra la ville de Détroit.
- 1701 : Pondichéry, chef-lieu des établissements français en Inde : Yanaon, Masulipatnam et Chandernagor.
- 1702 : Fondation du Fort Louis de la Louisiane, qui deviendra Mobile, première capitale de la Louisiane, par les frères canadiens Pierre Le Moyne d'Iberville et Jean-Baptiste Le Moyne de Bienville.
- 1703 : Établissement d'une mission à Kaskaskia par les Jésuites.
- 1713 : Traités d'Utrecht : La France cède les deux extrémités de St-Christophe, Terre-Neuve, l'Acadie ainsi que la baie d'Hudson à la Grande-Bretagne.
- 1718 : Fondation de La Nouvelle-Orléans par Jean-Baptiste Le Moyne, Sieur de Bienville. Elle deviendra la capitale de la Louisiane en 1722.
- 1719 : Construction du Fort de Chartres par le Pierre Dugué de Boisbriant.
- 1732 : Fort Vincennes est établie au Pays d'en Haut (Nouvelle-France), qui deviendra la ville de Vincennes.
- 1735 : Fondation de Sainte-Geneviève par un groupe de Canadiens.
- De 1741 à 1759 : Joseph François Dupleix conquiert le Dekkan (en Inde) qui sera finalement cédé à la Grande-Bretagne.
- 1756 : La France prend officiellement possession des Seychelles
- 1763 : Traité de Paris : La France perd le Canada, la Louisiane, la Dominique, Saint-Vincent, Tobago, Grenade et le Sénégal ; elle conserve cinq comptoirs en Inde (Pondichéry, Chandernagor, Yanaon, Kârikâl et Mahé), Saint-Domingue (île sur laquelle se trouvent actuellement Haïti et la République dominicaine), la Martinique, la Guadeloupe ainsi que les Seychelles et les Mascareignes (île Bourbon et Isle de France). Elle se voit également attribuer les îles Saint-Pierre-et-Miquelon.
- 1764 : Échec d'une tentative de peuplement en Guyane.
- 1768-1769 : Conquête de la Corse.
- 1772 : tentative avortée de colonisation de l'Australie par Louis Aleno de Saint-Aloüarn
- 1783 : Le comptoir de Saint-Louis du Sénégal est rendu à la France. L'île antillaise de Tobago est rendue à la France.

### XIXesiècle
- 1800 : L'Espagne rétrocède la Louisiane à la France (traité de San Ildefonso).
- 1803 : La Louisiane est vendue aux États-Unis d'Amérique (vente de la Louisiane).
- 1804 : La France est chassée de Saint-Domingue par une insurrection d'esclaves.
- 1814 : La France cède Tobago, Sainte-Lucie, les Seychelles ainsi que l'Isle de France (soit l'île Maurice) au Royaume-Uni

### Sources et bibliographie
- Pierre Pluchon, Histoire de la colonisation française. Le premier empire colonial, des origines à la Restauration, éditions Fayard (1991), 1116 pages.
- Gilles Havard et Cécile Vidal, Histoire de l'Amérique française, Paris, Flammarion, 2006 (édition revue)  (ISBN 208080121X)
- Jean Meyer, « Première Partie : Des origines à 1763 », dans Jean Meyer, Jean Tarrade, Annie Rey-Goldzeiguer, et Jacques Thobie, Histoire de la France coloniale, t. 1 : Des origines à 1914, Paris : Armand Colin, 1991, p. 11-196  (ISBN 2266070452)
- Jean Tarrade, « Deuxième Partie : De l'apogée économique à l'effondrement du domaine colonial », dans Jean Meyer, Jean Tarrade, Annie Rey-Goldzeiguer et Jacques Thobie, Histoire de la France coloniale, t. 1 : Des origines à 1914, Paris : Armand Colin, 1991, p. 197-314  (ISBN 2266070452)
- Haudrere Philippe, L'aventure coloniale de la France - L'Empire des rois, 1500-1789, Denoel, Paris, 1997. (ISBN 2207242242)
- Nicolas Bancel (dir.), Pascal Blanchard (dir.), Sandrine Lemaire (dir.) et Dominic Thomas (dir.), Histoire globale de la France coloniale, Philippe Rey, 3 novembre 2022, 864 p. (ISBN 978-2-84876-980-6, présentation en ligne)
- Pierre Singaravélou (dir.), Arthur Asseraf, Guillaume Blanc, Yala Kisukidi et Mélanie Lamotte, Colonisations : Notre histoire, Paris, Seuil, 2023, 720 p. (EAN 9782021494150, présentation en ligne)